# Оделейти (река)
Оделе́йти (порт. Ribeira de Odeleite) — река в Португалии, правый приток нижней Гвадианы, протекает по территории округа Фару на юге страны.
Берет свои истоки в горах Серра-ду-Калдейран, течёт преимущественно на восток по территории муниципалитетов Лоле Сан-Браш-ди-Алпортел, Тавира, Алкотин, Каштру-Марин. В низовье около населённого пункта Оделейти на реке установлена плотина, образующая водохранилище площадью 6,51 км².
Крупнейший приток — река Фопана (Фойпана), сливается с нижним течением слева около устья Оделейти.